# みよし市立南中学校
みよし市立南中学校（みよししりつ みなみちゅうがっこう）は、愛知県みよし市にある公立中学校。市内で3番目に開校した中学校である。

## 沿革
- 1984年（昭和59年） - 三好町立三好中学校と分離し三好町立南中学校として開校。
- 2010年（平成22年） - 三好町の市制施行により、みよし市立南中学校となる。

## 通学区域
以下の小学校区。
- みよし市立南部小学校
- みよし市立天王小学校(一部)

## 周辺
- 愛知県立三好高等学校
- みよし市立南部小学校
- トヨタ自動車 三好工場、明知工場
- 愛知県道218号和合豊田線
- 愛知県道232号鴛鴨三好線
- 愛知県道234号みよし沓掛線